# Будинок архітекторів (Москва)
Будинок архітекторів (також Будинок на Ростовській набережній) — житловий будинок, розташований в російській столиці Москві на Ростовській набережній, 5. Побудований архітектором Олексієм Щусєвим в стилі постконструктивізму в 1930-х роках. Будівля є частиною нереалізованого проєкту парадного ансамблю Смоленської і Ростовської набережних, задуманого Олексієм Щусєвим. Бічні крила, облицьовані бежевою цеглою, добудовані на початку 1960-х років.

## Історія

### Передісторія

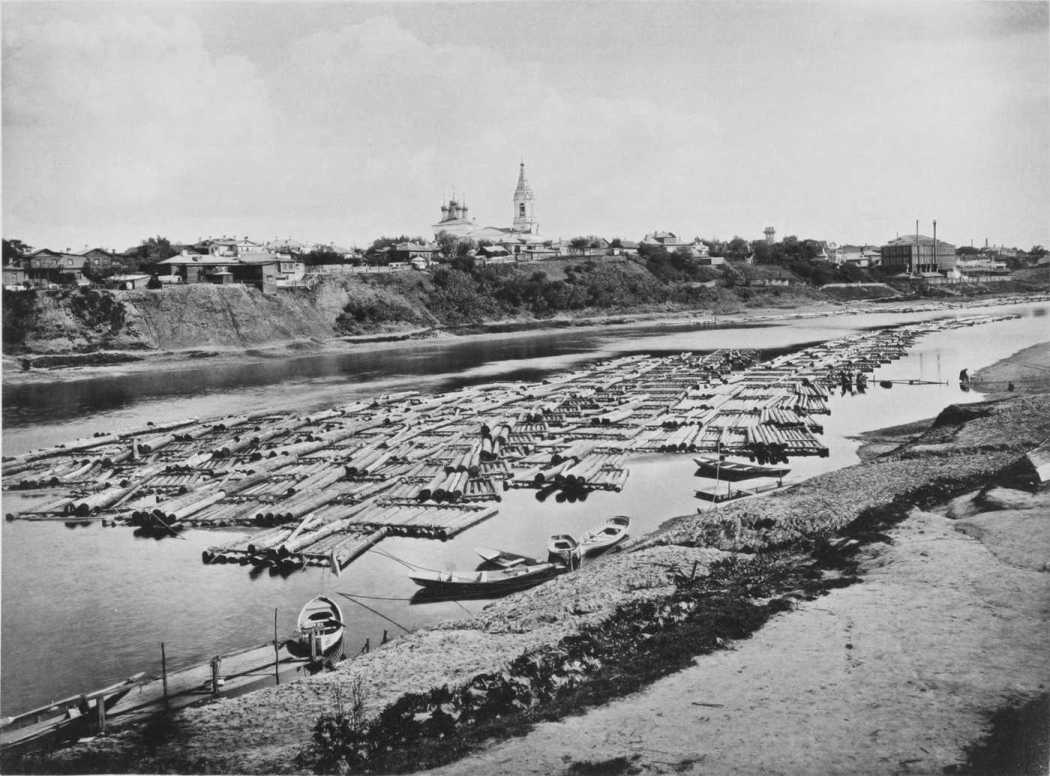
Вид на Ростовську набережну і Благовіщенську церкву в Бережках (1891 рік)

Будинок був побудований на так званому Ростовському подвір'ї, де розташовувалася Церква Благовіщення Господнього XVII століття.
У 1930-х роках Спілка архітекторів СРСР вирішила звести нове житло для постійно зростаючого числа членів. Під будівництво видали ділянку землі на Ростовській набережній, на високому березі річки Москви.

### Проєкти
Протягом 1934—1935 років Олексій Щусєв працював над реконструкцією Ростовської і Смоленської набережних лівого берега Москви-ріки. Було прийнято рішення будувати на набережних житлові будинки 8-9-поверхової висоти і лише в деяких місцях, щоб уникнути монотонності лінії забудови, збільшувати висоту до 14-ти поверхів. Проєкт передбачав забудову всього високого берега річки будівлями з великою кількістю портиків, стел, арок та інших декоративних елементів у стилі сталінського монументалізму і неоконструктивізму. Величезність будови зближувала його з готелем «Москва», Держпромом і ансамблем площі Гагаріна. Однак проєкт не затвердили через очевидну дорожнечу і надзвичайну складність майбутніх робіт.
На зміну грандіозному плану прийшов інший — більш практичний і вигідний. Скоротивши площу, займану будинком, Олексій Щусєв залишив у проекті лише напівкруглу будівлю. Таким чином, будинок своєю чоловою стороною мав огинати церкву з обох боків. На відміну від попередньої задумки, будівлю зверху увінчувала, а знизу підкреслювала масивна колонада. Але й цьому проєкту не судилося втілитися. В результаті був прийнятий найбільш економічний варіант без колонади.

### Будівництво
Роботи почалися в 1934 році, перша черга будівництва закінчена в 1938 році. З усієї запланованої забудови на набережних споруджені були тільки кілька окремих житлових будинків, що належали різним забудовникам, та й то жоден з них не був закінчений повністю. На Ростовській набережній була зведена лише невелика частина напівциркульної в плані будівлі, яка 25 років самотньо височіла серед її малоповерхової забудови. У 1960-х роках будівлю було добудовано із застосуванням нових технологій. З двох сторін до будинку були прибудовані крила з цегли. Церква Благовіщення була знесена.

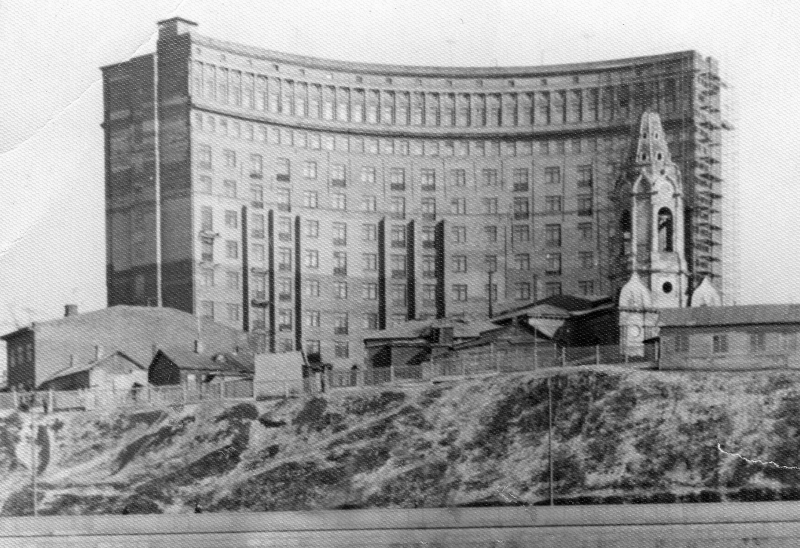
Будівництво
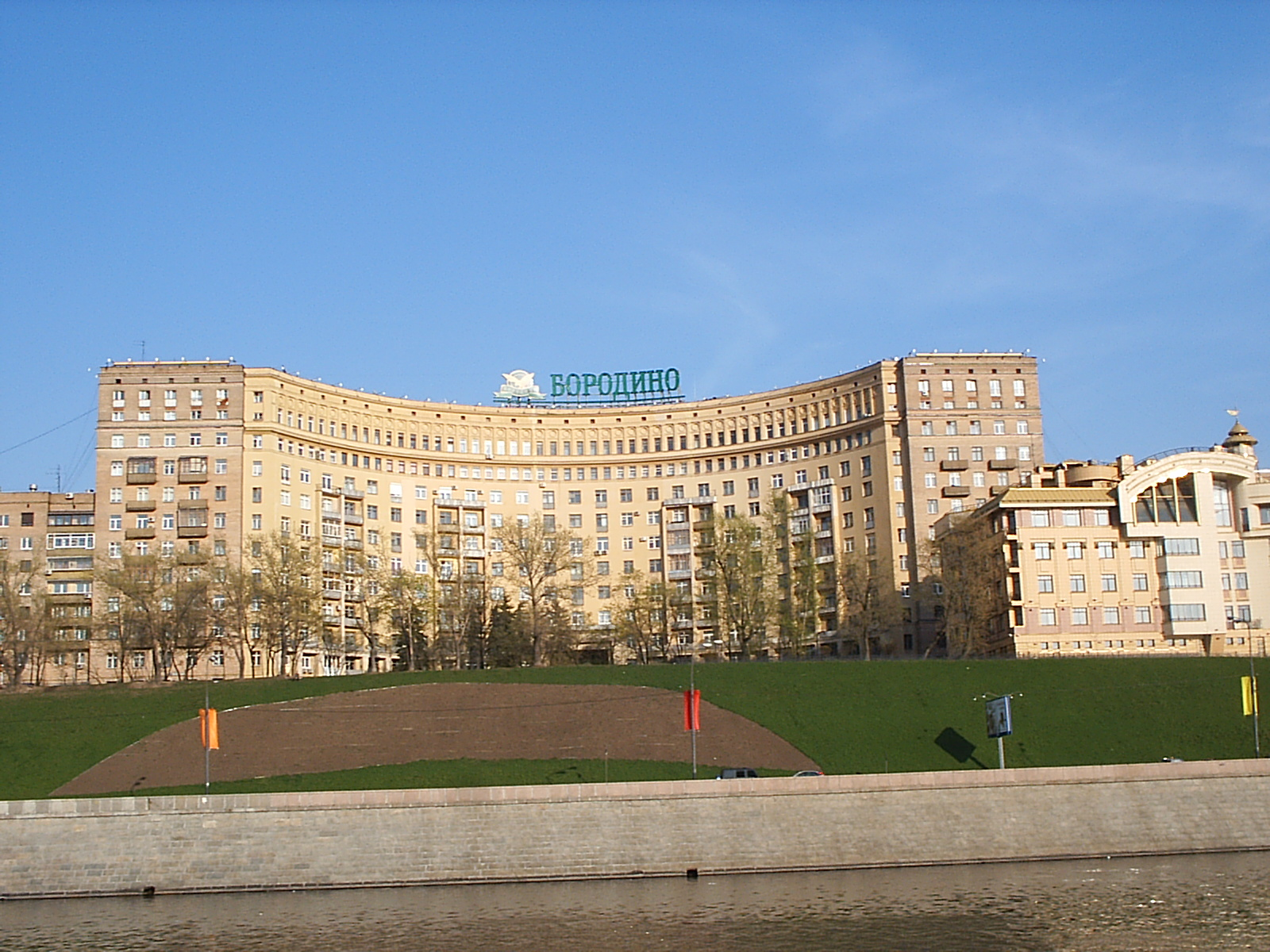
Остаточний варіант

## Відомі жителі
У Будинку проживало чимало архітекторів СРСР та Росії, таких, як:
- Д. Аркін,
- Г. Орлов,
- В. Кринський,
- брати Весніни,
- В. Кусаков,
- А. Ополовніков,
- М. Бархін,
- В. Шкваріков,
- В. Магідін,
- О. Чалдимов,
- М. Билінкін,
- Г. Гольц,
- М. Гінзбург,
- М. Поляков,
- М. Парусніков,
- Я. Корнфельд.
- Б. Макаричов

Також в будинку проживали:
- Д. Е. Розенталь,
- Д. Барщевський,
- Б. Гурнов,
- Г. Герасимов,
- В. І. Казаков (1950—1968)
- Л. Кислинська,
- Т. Колесніченко,
- Ю. Орса,
- В. Пономарьов,
- Ю. Сдобнов,
- Т. Бархіна,
- М. Н. Тарасов,
- Н. Г. Гольц,
- М. В. Юдіна[3],
- М. М. Миротворцев,
- В. Н. Старовський[4]
- та інші.

## Будинок в мистецтві
Будинок неодноразово з'являвся в кінематографі. Можливо, причиною цьому — незвичайна архітектура будови.
Один з найвідоміших прикладів — радянський фільм «Три тополі на Плющисі».